# 西孔基斯塔
西孔基斯塔（葡萄牙語：Conquista d'Oeste）是巴西马托格罗索州的一个市镇。总面积2698.008平方公里，总人口3097人，人口密度1.1人/平方公里。